# アンビシャス (株式市場)
アンビシャス（Ambitious）は、札幌証券取引所が開設する新興企業向けの株式市場である。名称はウィリアム・スミス・クラーク博士の名言、「Boys, be ambitious（少年よ、大志を抱け）」に因む。

## 概要
2000年4月7日に開設。アンビシャスに限ったことではないが、既上場会社の子会社であっても上場できるため、実質的に資金の二重取りを許しているのではないかとの指摘もある。2006年7月8日には日本経済新聞がこの点を批判する記事を掲載し、話題となった。また、一時期は北海道よりも東京に本社がある企業の方が多く、本来北海道の新興企業を育成することがアンビシャスの目的である事から、北海道の経済界からも苦言が呈されていた。
その後の上場廃止と新規上場により本社所在地に関する上記の逆転現象は解消されたものの、2018年の全取引のうち、売買高の約97％・売買代金の約96％をRIZAPグループの取引が占めるという歪な市場となっている。
東京証券取引所グロース市場や名古屋証券取引所ネクスト市場と比べ、上場基準が若干厳しい。株主資本は1億円以上または最近2年間の営業利益が500万円以上の場合は正でないと新規上場はできない他、営業利益は正（黒字決算）でないと新規上場はできない。